# Whalan
Whalan és una població dels Estats Units a l'estat de Minnesota. Segons el cens del 2000 tenia 64 habitants.

## Demografia
Segons el cens del 2000, Whalan tenia 64 habitants, 34 habitatges, i 16 famílies. La densitat de població era de 88,3 habitants per km².
Dels 34 habitatges en un 20,6% hi vivien nens de menys de 18 anys, en un 35,3% hi vivien parelles casades, en un 2,9% dones solteres, i en un 52,9% no eren unitats familiars. En el 47,1% dels habitatges hi vivien persones soles el 23,5% de les quals corresponia a persones de 65 anys o més que vivien soles. El nombre mitjà de persones vivint en cada habitatge era d'1,88 i el nombre mitjà de persones que vivien en cada família era de 2,69.
Per edats la població es repartia de la següent manera: un 17,2% tenia menys de 18 anys, un 7,8% entre 18 i 24, un 21,9% entre 25 i 44, un 28,1% de 45 a 60 i un 25% 65 anys o més.
L'edat mediana era de 47 anys. Per cada 100 dones de 18 o més anys hi havia 89,3 homes.
La renda mediana per habitatge era de 28.750 $ i la renda mediana per família de 31.875 $. Els homes tenien una renda mediana de 16.875 $ mentre que les dones 22.750 $. La renda per capita de la població era de 17.680 $. Cap de les famílies estaven per davall del llindar de pobresa.

## Poblacions més properes
El següent diagrama mostra les poblacions més properes.